# Claude Benquet
Pour les articles homonymes, voir Borelli et Benquet (homonymie).
Claude Aimé Benquet dit Claude Borelli, né le 16 avril 1928 à Paris 8e et mort le 29 juin 2003 à Sèvres, est un acteur français.

## Biographie
Fils de René Benquet (écrivain 1875-1962) et Blanche Benquet (née Boraley 1889-1986) comédienne dont il a repris le nom de théâtre « Borelli » (Boraley transformé à l'italienne), Claude Benquet était le frère de l'actrice Janine Borelli (Jeanne Benquet 1914-1998), de l'actrice Colette Borelli (Alice Benquet 1923-1997) et de l'acteur Jean Borelli (Jean Benquet 1925-2013) .
Les « enfants Borelli » avaient une certaine notoriété au cinéma et théâtre durant l'entre-deux-guerres, on les retrouve seuls ou ensemble dans de nombreux films, ainsi qu'au théâtre jusque sur les planches du Théâtre-Français
Claude Borelli a aussi fait du théâtre notamment au Théâtre-Français
Il est élu Roi des gosses de Paris 1935 du concours Lépine.

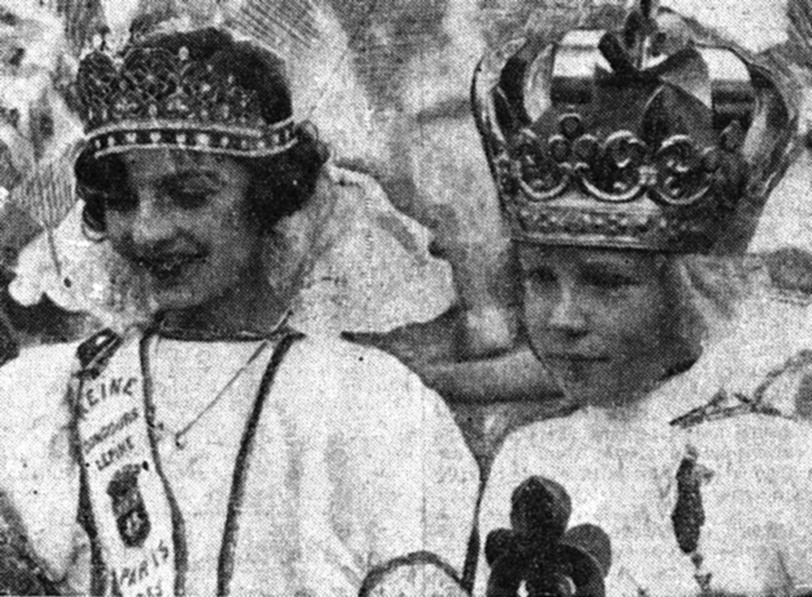
Carmen Carny et Claude Borelli sacrés Reine et Roi des gosses de Paris au Concours Lépine 1935

## Filmographie
- 1932 : Poil de Carotte de Julien Duvivier : Un petit garçon.
- 1932 : L'éternelle chanson, Court-métrage de Robert Vernay.
- 1932 : Mirages de Paris de Fedor Ozep.
- 1933 : La Porteuse de pain de René Sti : Un petit garçon[4].
- 1934 : L'école des resquilleurs, Court-métrage de Germain Fried.
- 1934 : Jeanne de Georges Marret
- 1935 : Papa sandwich, court métrage de Pierre Weill[5] .

Note : Sur de nombreuses filmographies ses films sont souvent attribués à tort à son homonyme l'actrice Claude Borelli. Cette actrice n'est née qu'en 1934 et n'a commencé sa carrière qu'après la seconde guerre mondiale vers 1949, époque où l'acteur Claude Borelli avait lui déjà arrêté sa carrière. Ce qui ne permet pas la confusion.

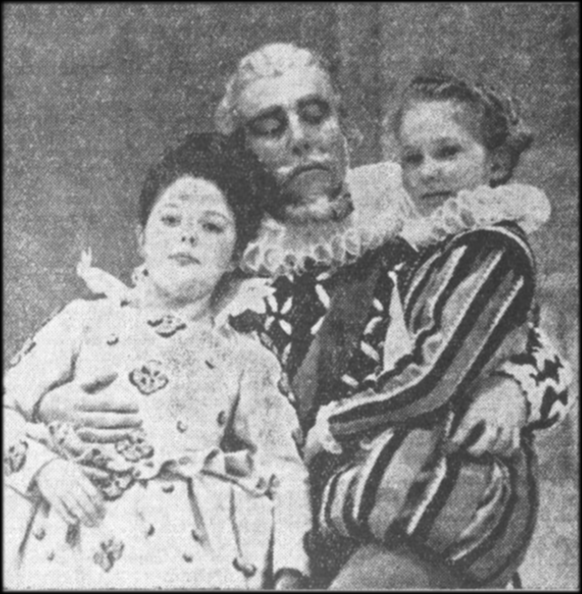
Paulette Frantz, Louis Seigner et Claude Borelli dans la bête - 1939

## Théâtre
- 1934 : Monsieur le Vent et Madame la Pluie, de Paul de Musset, par Guy de Téramond, Théâtre des Bons Enfants[6].
- 1939 : La Bête, de Marius Riollet , Théâtre-Français[7].